# Albany, Kentucky
Albany är en stad i Clinton County i delstaten Kentucky, USA. År 2000 hade staden 2 200 invånare. Den har enligt United States Census Bureau en area på 8,8 km², allt är land. Albany är administrativ huvudort (county seat) i Clinton County.